# 荒漠早熟禾
荒漠早熟禾（学名：Poa bactriana）为禾本科早熟禾属下的一个种。